# William Bellenden
 (mai 2022).
Pour les articles homonymes, voir Bellenden.
William Bellenden, né vers 1550  à Lasswade près d'Édimbourg, et mort peut-être en 1633, est un érudit écossais.

## Biographie
William Bellenden naît vers 1550 à Lasswade, près d'Édimbourg. Il est le fils de John Bellenden de Lasswade, qui possède également des propriétés à Pendreich, dans le Stirlingshire, et à St Leonards à Édimbourg.
William Bellenden enseigne les humanités à Paris, où il passe une grande partie de sa vie. Il vit sous le règne de Jacques Ier, qui le nomme magister libellorum supplicum ou maître des requêtes.

## Publications
Admirateur passionné de Cicéron, il compose, sous les titres de Ciceronis Princeps (Paris, 1608) et de Ciceronis Consul, Senator, Senatusque Romanus (Paris, 1612), deux recueils de règles et de sentences politiques tirées des ouvrages de l'orateur latin. Ils sont réimprimés en 1615 avec un autre opuscule, sous le titre général De Statu Libri tre mais cette édition disparaît tout entière avec le navire qui la transporte de France en Angleterre; quelques exemplaires, gardés par William Bellenden, subsistent seuls et sont devenus une curiosité bibliographique. On a encore de lui Caroli primi et Henriettœ Marias, Regis et Reginœ Magnce Britanniœ, Epithalamium (Paris, 1625) et un grand ouvrage, laissé inachevé et publié après sa mort (1634) De tribus Luminibus, libri XVI,seu Historia romana, ex ipsissimis Ciceronis, et alio-rum veterum verbis, expressa. La seule partie de l'ouvrage que William Bellenden ait terminée ne se rapporte qu'à Cicéron les deux autres "lumières" devaient être, à ce qu'il semble, Sénèque et Pline le Jeune. Une édition de luxe en est publiée à Londres en 1787, avec une préface du Dr Parr, restée célèbre pour la polémique à laquelle elle donna lieu.